# 福島縣公安委員會
福島縣公安委員会（日语：／ Fukushimaken kō'an-i'inkai */?）是由福島縣知事所轄，負責管理福島縣警察的行政委員會，由3名委員組成。

## 委員
- 委員長
  - 涉佐克之
- 委員
  - 滿田盛護
  - 森岡幸江

## 下部組織
- 福島縣警察

## 外部連結
- 福島県公安委員会